# Automeris cinctistriga
Automeris cinctistriga (Lagarta-urticante-do-coqueiro, no Brasil) é uma espécie de mariposa do gênero Automeris, da família Saturniidae.
Sua ocorrência foi registrada no Brasil, Bolívia, Colômbia, Equador, Guiana, Guiana Francesa, Peru e Venezuela.

## Descrição

Lagarta urticante da A. cinctistriga, por Joana Ferreira.

A mariposa tem cor marrom claro e envergadura de 10 cm, com duas manchas negras nas asas posteriores; a lagarta é verde e possui defesas urticantes ao contato com a pele, tem hábitos diurnos e, ao fim de seu desenvolvimento, pode atingir até 9 cm.
A ocorrência da lagarta, cujo ataque não chega a provocar grandes danos às plantas, é identificado pela presença das fezes arredondadas e fendilhadas no chão sob a copa, e o controle pode ser feito com a pulverização de Bacillus thuringiensis para controle biológico, ou em menores casos com a derrubada do inseto e seu esmagamento; no Brasil não há registro de ataques que motivassem o controle por agrotóxicos.